# Pseudopoda rivicola
Pseudopoda rivicola là một loài nhện trong họ Sparassidae.
Loài này thuộc chi Pseudopoda. Pseudopoda rivicola được miêu tả năm 2007 bởi Peter Jäger & Vedel.